# Baksai József
Baksai József (Budapest, 1957. május 7. –) magyar festő, grafikusművész, érdemes művész.

## Életrajz
1985–1990 között a Magyar Képzőművészeti Főiskola hallgatója volt, ahol Sváby Lajos oktatta. 1990-től a Fiatal Képzőművészek Stúdiója Magyar Képzőművészeti Alap (MAOE) tagja. 1996 óta a Magyar Festők Társaságának tagja. 1997-ben lett tagja a Magyar Grafikusművészek Szövetségének.

## Munkássága
Nagyméretű vásznaira olyan vastagon hordja fel az (olykor plextollal dúsított) olajfestéket, hogy figurái taktilis, térbeli benyomást keltenek. Ezeken a kézzel gyúrt festményreliefeken gyakran használ sötét vagy földszíneket, és főként mitológiai témákat dolgoz fel. Tanulmányai idején hatott rá Anselm Kiefer, George Baselitz és Francis Bacon; plasztikus festésmódja a korai Frank Auerbachot idézi, ám ebben a technikai újításban sokkal messzebbre ment el. Különböző kultúrköröket feldolgozó sorozatokban gondolkodik (1979: Aragon; 1982: Jefferson; 1987: Arch; 1990: Tot; 1993: Grál; 1995: Csend; 1997: Kispróféták). 1992 óta vegyes technikájú (enyvezett, ragasztott) grafikákat, rajzokat, illusztrációkat (» Enigma), installációkat is készít, utóbbiakat másokkal közösen. Anatómiai ismereteit és kiváló rajzkészségét kihasználva deformálja emberi figuráit, képein – egyedülálló módon – kriptikus jeleket helyez el, melyek csak bizonyos szögből láthatóak.

## Díjai
- 1989	Glatz Oszkár-díj
- 1990	Művelődési Minisztérium Derkovits Gyula ösztöndíj
- 1990	Baudelaire Pályázat, különdíj
- 1990	Musée 2000 díja, Luxemburg
- 1991	MAOE díja (Stúdió '91)
- 1993	Fiatal Képzőművészek Stúdiójának ösztöndíja
- 1994	Római Magyar Akadémia ösztöndíja Barcsay díj
- 2001	Munkácsy Mihály-díj
- 2004	Hommage à Gaál Imre (MAOE-díj)
- 2022	Prima díj[3]
- 2025	Érdemes művész[4]

## Egyéni kiállítások
- 1982	Műszaki Egyetem E Klub, Budapest
- 1983	Műszaki Egyetem E Klub, Budapest
- 1987	Galéria 11 Budapest (Szabó Károllyal)
- 1988	Lágymányosi Közösségi Ház, Budapest
- 1988	Stúdió Galéria, Budapest

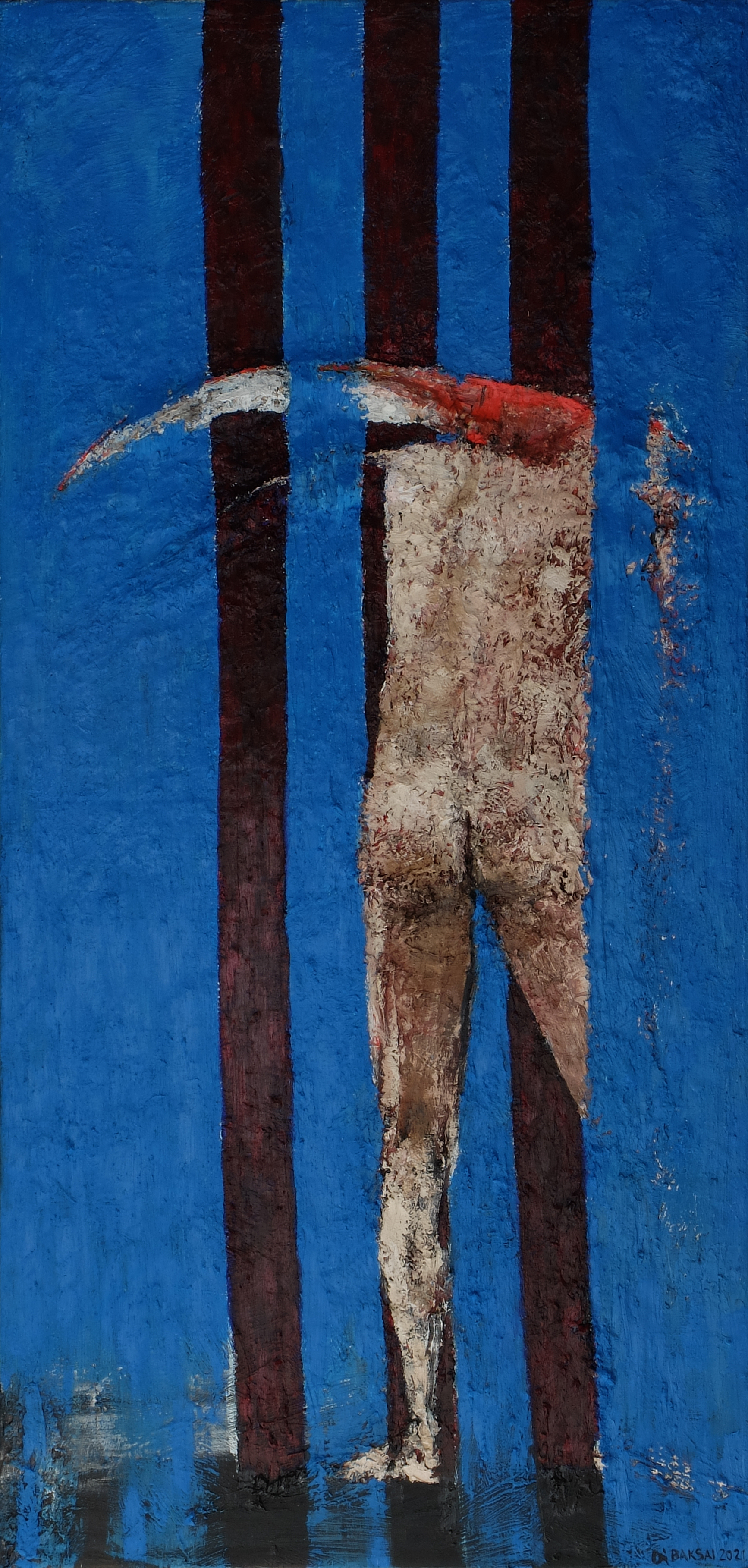
Baksai József Törött szárnyak 2021 209x100 cm, olaj, vászon

- Baksai József Törött szárnyak 2021 209x100 cm, olaj, vászon1991	Stúdió Galéria Budapest Gallery By Night (Kácser Lászlóval és Szabadi Zoltánnal)
- 1991	EVE ART Galéria, Budapest
- 1991	Eszterházy Károly Tanárképző Főiskola, Eger (Kácser Lászlóval)
- 1991	Magyar Képzőművészeti Főiskola, Budapest (Weber Imrével)
- 1992	Stúdió Galéria Budapest Gallery By Night (Köves Évával)
- 1992	Fészek Művészklub, Budapest
- 1992	Argo Galéria, Túrkeve
- 1992	Ifjúsági Ház, Szeged Liget Galéria, Budapest (Grál) Taverna Galéria Budapest
- 1993	Mű-Terem Kiállító Budapest (Tégelyek Paletták)
- 1993	Mű – Terem Kiállító, Budapest (Misztikus Teológia Kiss Ákossal)
- 1994	Végállomás Galéria, Budapest
- 1994	Duna Galéria, Budapest
- 1994	Óbudai Pince Galéria, Budapest
- 1994	Aktív Art Galéria, Szentendre (Köves Évával)
- 1994	Kirchzarten (Deutschland Kopasz Tamással és Szurcsik Józseffel)
- 1995	Carmina Galéria Budapest
- 1995	Casino Hilton Budapest
- 1995	Stúdió 1900 Galéria, Budapest (Csend)
- 1996	EVE ART Galéria, Budapest (Empedoklész)
- 1996	Mű – Terem Kiállító, Budapest (Herendi Péterrel)
- 1996	Fiatal Művészek Klubja, Budapest (Jel )
- 1996	Illárium Galéria, Budapest (Hermafroditosz)
- 1997	Vigadó Galéria Budapest (Tor)
- 1998	RTL KLUB Galéria Budapest
- 1998	Ericsson Galéria Budapest
- 1998	Újlipótvárosi Klubgaléria Budapest (Szárnyak)
- 1998	Studio 1900, Budapest (Simon Mágus bukása)
- 1998	Görög templom, Vác (Bogdándy Zoltán Szultánnal)
- 1998	Eve Art Galéria Budapest (Relikviák)
- 1999	Illárium Galéria Budapest (Négy folyó)
- 1999	Gorka Múzeum, Verőce
- 1998	Margitsziget Torony Galéria, Budapest
- 1999	Eve Art Galéria, Budapest (Kovács Péterrel és Jovián Györggyel) (Frankfurti leves)
- 1999	Studio 1900 Galéria Budapest Mors et Vita
- 2000	Lurdy Galéria Budapest
- 2001	Galéria 21 Budapest
- 2002	Studio 1900 Galéria Budapest Megtestesülés
- 2002	Art.Éria Galéria Szentendre
- 2002	Régi Művésztelepi Galéria Szentendre
- 2002	Godot Galéria Budapest
- 2002	Sziget Fesztivál 2002 Torony Galéria Open Art (Godot Galéria)
- 2002	Dorottya Galéria Budapest (Gyermekjátékok)
- 2002	Galerie SPHN. Berlin
- 2003	ART.ÉRIA Galéria (Vanitas) Szentendre
- 2003	Hagymaház Makó (Győrfi Gáborral)
- 2004	Godot Galéria Budapest (Játékok)
- 2004	Budapest Galéria Budapest (Gyermekjátékok)
- 2004	Városház Galéria Makó (Gyermekjátékok II.)
- 2005	Újlipótvárosi Klub-Galéria Budapest (Vita Activa)
- 2005	Hincz Gyula Kiállítóhely Vác (Vita Activa II.)
- 2006	Gaál Imre Galéria Budapest
- 2011  Studio 1900 Galéria Budapest (2 x 101 kis akvarell)

## Kötetei
- Baksai; bev. Markója Csilla; Studio 1900 Galéria, Bp.,[1998
- Baksai; szöveg Szeifert Judit; T-Art Alapítvány, Bp., 2014 (Kugler könyvek)
- A csönd ideje. Baksai József festőművész kiállítása. Kaposvár, Vaszary Képtár, 2015. augusztus 13-tól október 17-ig; szerk. Géger Melinda; Együd Árpád Kulturális Központ, Kaposvár, 2015